# Alivereti Raka

a Compétitions nationales et continentales officielles uniquement.

b Matchs officiels uniquement.
Dernière mise à jour le 15 juin 2025.
Alivereti Raka, né le 9 décembre 1994 aux Fidji, est un joueur franco-fidjien de rugby à XV. Il joue au poste d'ailier et évolue avec l'ASM Clermont en Top 14 depuis 2015. Il mesure 1,89 m pour 103 kg. Il fait partie des joueurs sélectionnés en équipe de France lors de la Coupe du monde 2019.
Avec l'ASM Clermont Auvergne, il devient champion de France en 2017 et remporte le Challenge européen en 2019. Il est le cousin d'Aloisio Butonidualevu, joueur international fidjien de rugby à XV.

## Carrière

### En club

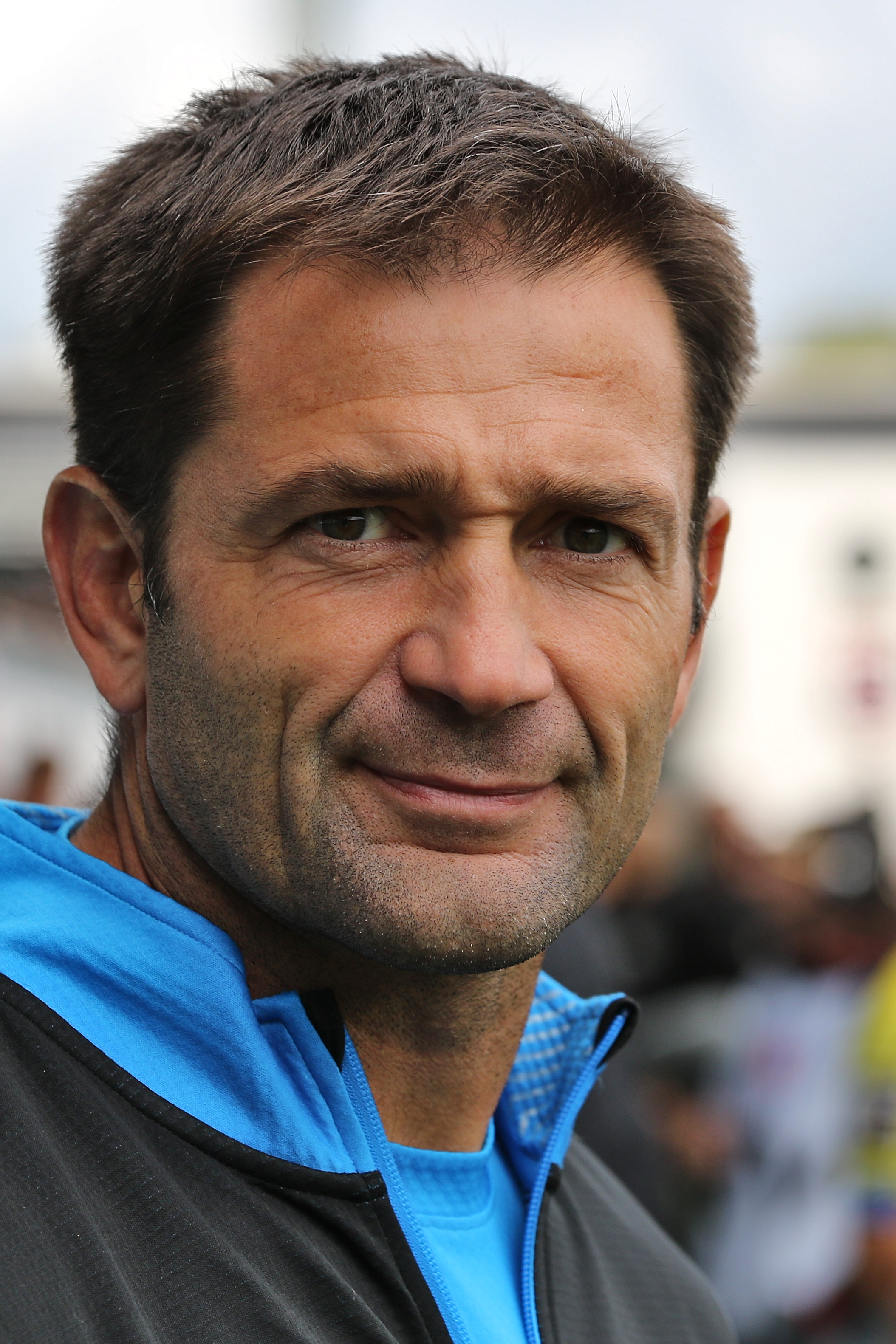
Franck Azéma, ici en 2015, est l'entraîneur d'Alivereti Raka de 2015 à 2021.

Alivereti Raka a rejoint en novembre 2014 le centre de formation du club français de l'ASM Clermont Auvergne en provenance de l'académie de Nadroga, où Clermont a déjà déniché un certain nombre de talents comme Napolioni Nalaga, Noa Nakaitaci ou encore Peceli Yato,.
Après avoir joué en espoir, il fait ses débuts en Top 14 lors de la saison 2015-2016 lors du déplacement de son équipe à Oyonnax au mois de septembre 2015, marquant au passage le premier essai de sa carrière professionnelle.
Il se révèle alors être un joueur très rapide (vitesse extrapolée à 10 s 20 sur 100 m) et avec beaucoup d'appuis, ainsi qu'un très bon finisseur en inscrivant 8 essais en 9 matchs, dont un doublé face au Stade toulousain,.
Sa deuxième saison au sein du club auvergnat est moins réussie en raison d'une blessure à l'épaule contractée à la fin de la saison précédente qui ne le fait rejouer qu'à partir du mois de novembre 2016.
Il est sacré champion de France en 2017 avec l'ASM Clermont Auvergne. La même année, il prolonge son contrat avec le club pour trois saisons jusqu'en juin 2021.
Le 17 décembre 2017, il se blesse gravement au genou lors d'un match de Coupe d'Europe contre les Saracens, ce qui met fin à sa saison 2017-2018 qu'il avait commencé de façon spectaculaire (13 essais en 11 matchs).
En 2018-2019, il est élu meilleur ailier gauche de la saison de Top 14 par les internautes du site rugbyrama.fr.
En octobre 2023, il trouve un accord avec Clermont pour prolonger son contrat de deux ans, soit jusqu'en juin 2026.

### En équipe nationale
Bien que convoité par la sélection fidjienne, il décline la proposition du sélectionneur John McKee pour les tests de novembre en 2017, laissant supposer que Raka a fait le choix du XV de France.
En mai 2018, Bernard Laporte déclare qu'il est sélectionnable en équipe de France de rugby du fait de ses trois ans de résidence sur le territoire français, ainsi que par sa demande de passeport français. Il revient cependant sur sa position en octobre 2018 en précisant qu'il ne pourra pas être appelé tant qu'il n'a pas obtenu son passeport. 
Il obtient finalement la nationalité française en novembre 2018.
Le 18 juin 2019, l'ailier franco-fidjien est appelé dans la liste de 31 joueurs retenus en équipe de France en préparation de la Coupe du monde de rugby 2019 qui se tiendra au Japon.
Alivereti Raka connait sa première titularisation avec le XV de France le 17 août 2019, lors du match de préparation à la Coupe du monde face à l'Écosse. Il ouvre le score en marquant un essai après seulement 1 minute et 42 secondes de jeu.
Il dispute son premier match en Coupe du monde contre les États-Unis. Titulaire, il marque un essai sur une passe au pied de son coéquipier en club Camille Lopez.
Pour son deuxième match avec l'équipe de France contre les Tonga, il est élu homme du match.
Malgré un bon début de saison en club, Alivereti Raka ne fait pas partie du groupe sélectionné en novembre 2021 pour la tournée d'automne du XV de France face à l'Argentine, la Géorgie et La Nouvelle-Zélande.

## Statistiques

### En équipe nationale
Au 15 juin 2025, Alivereti Raka compte 5 sélections avec le XV de France, dont 5 en tant que titulaire. Il connait sa première sélection en équipe de France le 17 août 2019, lors d'un test international face à l'Écosse. Il inscrit par la même occasion son premier essai international.

#### Coupe du monde
| Édition    | Rang               | Résultats France | Résultats Raka | Matchs Raka |
| ---------- | ------------------ | ---------------- | -------------- | ----------- |
| Japon 2019 | Quart de finaliste | 3 v, 0 n, 1 d    | 2 v, 0 n, 0 d  | 2/4         |

## Palmarès

### En club
- Finaliste du Championnat de France espoirs en 2016 avec l'ASM Clermont Auvergne.
- Finaliste de la Coupe d'Europe en 2017 avec l'ASM Clermont Auvergne.
- Vainqueur du Championnat de France en 2017 avec l'ASM Clermont Auvergne.
- Vainqueur du Challenge européen en 2019 avec l'ASM Clermont Auvergne.
- Finaliste du Championnat de France en 2019 avec l'ASM Clermont Auvergne.